# Ludvig Boström
Frans Ludvig Oscar Boström, född 15 februari 1828 i Risinge socken, Östergötland, död 17 januari 1909, var en svensk bankdirektör.

## Karriär
Efter att ha varit expedit i både Örebro och Sundsvall bildade han firman Boström & Westberg. Firman lades ner 1872. I Sundsvalls Enskilda Bank blev han kassör 1872, styrelsemedlem 1892 och slutligen styrelseordförande. Boström var ledamot av Sundsvalls Sparbanks styrelse från 1896 till sin död och var jourhavande direktör i styrelsen för ett brandförsäkringsbolag. Han var även ledamot av hälsovårdsnämnden och satt i stadsfullmäktige 1863 och 1871–1906.
Boström gifte sig med Hulda Lolotte Bulér och tillsammans fick de barnen Carin och Pehr (1862-1862).